# Eel Pie Island

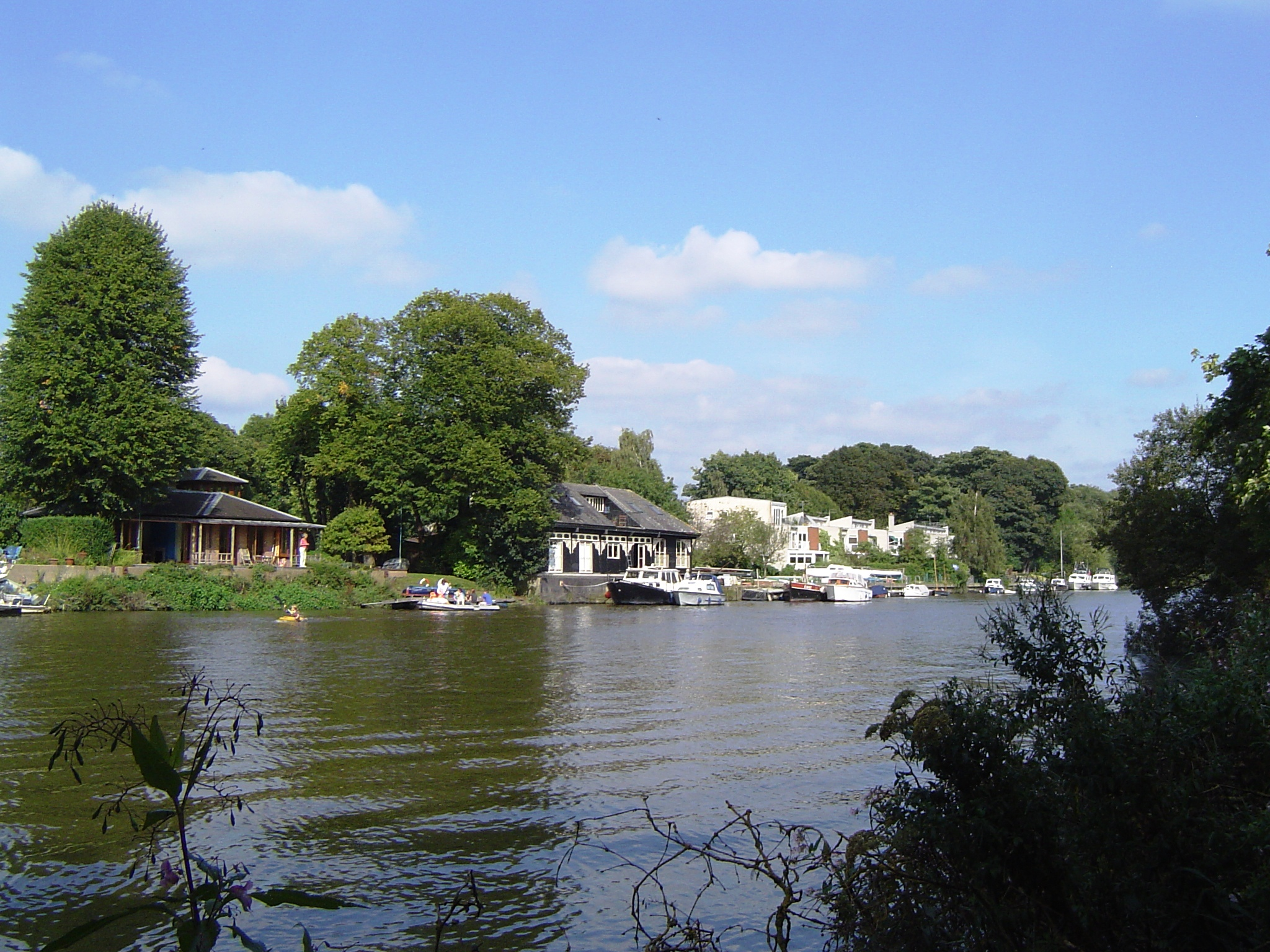
Vue de Eel Pie Island

L'île d'Eel Pie (Eel Pie Island) est une île fluviale située sur la Tamise, à Londres, dans le quartier de Twickenham. Connue auparavant sous le nom de he Parish Ait puis Twickenham Ait, l'île n'est accessible que par une passerelle ou par bateau.
En 1889, on propose la construction d'un pont mais celui-ci ne sera réalisé qu'en 1957. Actuellement, on trouve sur l'île 50 maisons abritant 120 habitants, quelques entreprises, deux réserves naturelles, le club de Twickenham d'aviron, l'un des plus anciens sur la Tamise et un hôtel renommé, le "Eel Pie Hotel", avec sa salle de bal.
Les Eel Pie Studios, propriété de Pete Townshend, membre de The Who, se trouvaient sur cette île. Ils ont été le lieu de célèbres enregistrement du rock et de la pop music.  Eel Pie Publishing Limited, la société d'édition de Townshend est nommé d'après l'île. 

## Eel Pie Hotel
L'île abritait aussi un célèbre hotel, le Eel Pie Hotel connu pour sa grande salle de bal. Entre 1962 et 1967, plusieurs musiciens ou groupes se sont produits dans cet hôtel  :
- George Melly,
- Kenny Ball,
- Long John Baldry's Hoochie Coochie Men (avec Rod Stewart),
- John Mayall's Bluesbreakers (avec Eric Clapton),
- The Tridents (avec Jeff Beck),
- The Who,
- Pink Floyd,
- The Rolling Stones,
- The Yardbirds.

En 1967, le Eel Pie Island Hotel a dû fermer, à cause des réparations que l'hôtel ne pouvait payer. Il sera détruit en 1971 dans un mystérieux incendie.
En 1969, un nouveau club, Colonel Barefoot's Rock Garden ouvre ses portes, et attire des groupes telles que Black Sabbath et The Edgar Broughton Band.
Un autre incendie détruira le centre de l'île en 1996 et un an plus tard la passerelle fut endommagée accidentellement par une entrepreneur en travaux publics. Une nouvelle passerelle a été ouverte en août 1998.

## Photo

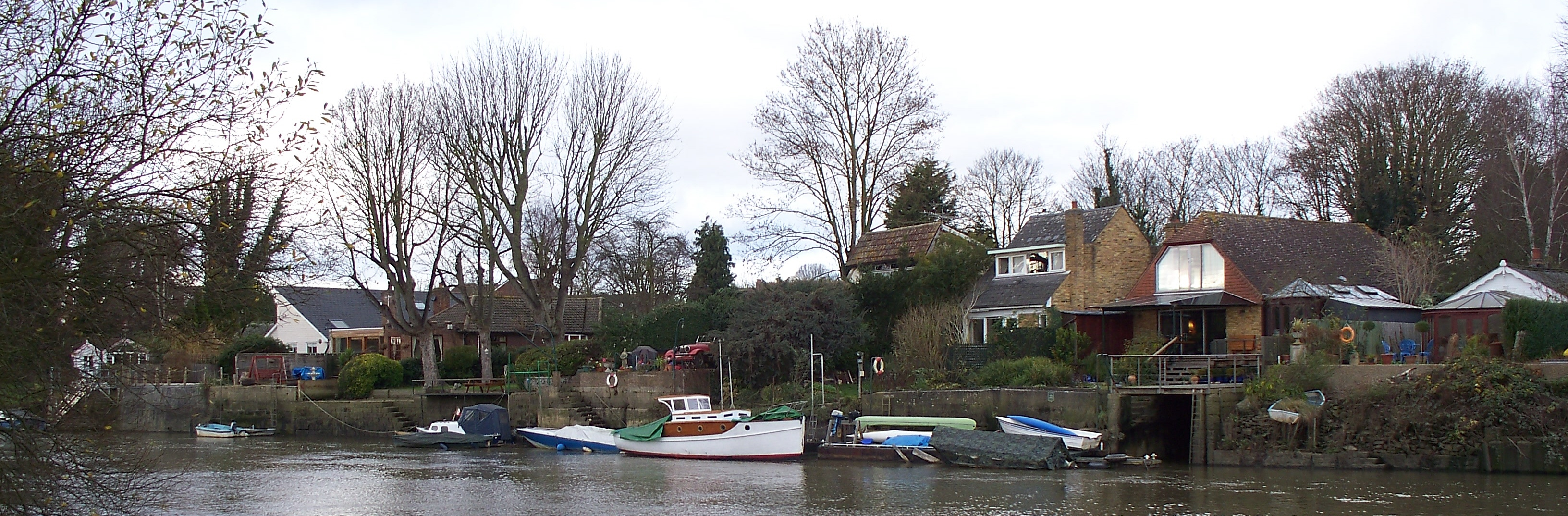
Maisons sur Eel Pie Island